# 佳利酿

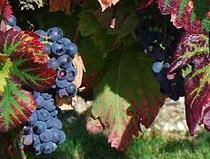
佳利酿

佳利酿（發音：[kaʁiɲɑ̃] ⓘ）是一种在全世界广泛种植的酿酒红葡萄品种，欧亚种，为晚熟品种。
佳利酿原产于西班牙北部的阿拉贡卡里涅纳。不过，目前其在西班牙的种植并不广泛。除西班牙外，佳利酿还被引入法国、意大利、阿尔及利亚以及新世界的许多地区。它曾是法国种植最广泛的葡萄品种，但于20世纪末被美乐所超越。同时，它也曾是美国加利福尼亚州种植最广的品种，后被赤霞珠超过。
除红葡萄品种之外，佳利酿亦有小范围种植的变异品种白佳利酿（Carignan blanc）与灰佳利酿（Carignan gris）。